# Campylostigmus orientalis
Campylostigmus orientalis är en mångfotingart som beskrevs av Ribaut 1923. Campylostigmus orientalis ingår i släktet Campylostigmus och familjen Scolopendridae.
Artens utbredningsområde är Nya Kaledonien. Inga underarter finns listade i Catalogue of Life.